# ワンズマインド
株式会社ワンズマインド（英: onesmind Inc.）は、東京都新宿区に本社を置く、BtoB向けのビジネスマッチングサイト『比較ビズ』を運営している企業。2003年設立。

## 概要
「インターネットマーケティングを通して、中小企業の法人営業力の底上げに貢献する」をビジョンに掲げ、BtoB向けに受注者と発注者のマッチングサイト『比較ビズ』を運営している。

## 沿革

### 2000年代
- 2003年1月 - 有限会社ワンズマインドとして東京都新宿区にて設立
- 2003年5月 - 本社を東京都千代田区神田錦町へ移転
- 2005年1月 - メールDM配信代行サービス『OneMail』をリリース
- 2005年5月 - 株式会社ワンズマインドへ組織変更
- 2005年10月 - 本社を東京都千代田区岩本町へ移転
- 2005年10月 - ビジネス情報サイト『経営コンビニ』をリリース

### 2010年代
- 2011年12月 - 『経営コンビニ』からサービスを分割。ビジネスマッチングサイト『比較ビズ』をリリース
- 2013年1月 - 本社を東京都新宿区西新宿へ移転
- 2014年1月 - 『経営コンビニ』からビジネスコラムサイト『経営マガジン』へリニューアル
- 2016年7月 - 『比較ビズ』『経営マガジン』をリニューアル
- 2017年3月 - 本社を東京都新宿区西早稲田へ移転
- 2019年9月 - 『比較ビズ』出展者1000社達成

### 2020年代
- 2020年4月 - 『比較ビズ』月間100万PV達成
- 2021年1月 - 『比較ビズ』月間100万UU達成。170万PV達成
- 2021年4月 - 本社を新宿区新宿へ移転
- 2021年8月 - 「ビジネスマッチングサイト 満足度・信頼度・支持率」の3項目で第1位を獲得（日本トレンドリサーチ調べ）[1]
- 2022年4月 - 『比較ビズ』をリニューアル[2]
- 2022年6月 - 雑誌『DIME』8月号の特集に『比較ビズ』が掲載[3]
- 2024年4月 - オフィスを東京都新宿区西新宿2丁目3-1 新宿モノリスビル13F に移転

## 所在地
- 163-0913 東京都新宿区西新宿2丁目3-1 新宿モノリスビル13F に移転